# نوب (یمن)
 نوب  روستایی است در عزلهٔ (بلدة شهاب)، در ناحیهٔ (شهاب الأسفل) ن از توابع استان مَهره در کشور یمن در شبه جزیره عربستان است. 
جمعیت آن ۲۳۷ نفر (۱۷ خانوار) می‌باشد.